# Martha Schlameus
Martha Marie Julie Schlameus (* 25. April 1876 in Berlin; † 23. Dezember 1961 in Bad Blankenburg) war eine deutsche Modelleurin, Kunstgewerblerin und Kunstmalerin.

## Leben
Sie war die jüngste Tochter des Kaufmanns Julius Schlameus und dessen Ehefrau Johanna geb. Meyer. Der Vater verstarb 1884 nach längerer Krankheit im 55. Lebensjahr. Er war Gesellschafter des 1862 gegründeten Unternehmens für Bau- und Nutzholzhandel Schlameus & Susemiehl und für dieses ab 1878 als Liquidator eingesetzt sowie bis 1883 unter eigenem Namen in der Branche tätig. Die hinterlassene Erbschaft sicherte seiner 14 Jahre jüngeren Ehefrau und den drei minderjährigen Töchtern, deren Auskommen für die nächsten Jahre.
Im Jahr 1902 wurde Martha mit 26 Jahren an der Königlichen Kunstschule in Berlin als Schülerin der kunstgewerblichen Abteilung angenommen. Im Tagesunterricht für Bildhauer erlernte sie dabei das Modellieren, verschiedene Zeichentechniken sowie Projektionslehre. Nach einem Jahr wechselte sie an die Unterrichtsanstalt des königlichen Kunstgewerbemuseums in Berlin, wo sie den Kurs Pflanzenzeichnen als Abendschülerin besuchte. Nach ihrer Ausbildung wendete sie sich der Keramik zu. Sie war in ihrer eigenen Töpferwerkstatt künstlerisch aktiv und erlangte durch Beteiligung an verschiedenen Ausstellungen Bekanntheit. Ab 1912 begann für sie eine mehrjährige Zusammenarbeit mit den Schwarzburger Werkstätten in Unterweißbach, unter anfänglicher Leitung von Max Adolf Pfeiffer. Diese erfolgreiche Zusammenarbeit führte sie und ihre Schwester Gertrud (* 1872; † 1943) um das Jahr 1920, von deren langjährigem Wohnort der Kolonie Fichtenau bei Berlin, nach Volkstedt. Die Schwestern waren für verschiedene Porzellanmanufakturen vor Ort aktiv, darunter Martha u. a. als Oberaufsicht über den Malerbetrieb in der Kunstabteilung der Aelteste Volkstedter Porzellanmanufaktur. Nebenamtlich war Martha zudem um das Jahr 1925 an der Berufsschule für Porzellanarbeiter in Rudolstadt-Volkstedt als Lehrkraft beschäftigt. Hier gefertigte Modellierarbeiten wurden 1927 bei einer Ausstellung von Schüler- und Meisterarbeiten der Deutschen Keramischen Gesellschaft in Berlin ausgestellt.
Um 1930 zog sie in Rudolstadt in die Oststraße 10. Hier betrieb sie über mehrere Jahre eine eigene kunstgewerbliche Werkstatt, an der auch ihre Schwester mitbeteiligt war.
Sie war Mitglied in verschiedenen Künstlervereinen und -verbänden. Eine zeitweise Mitgliedschaft lässt sich für den Verein der Berliner Künstlerinnen, den Kunstverein Königsberg sowie die Reichskammer der bildenden Künste finden.
Neben zahlreichen Modellen für Porzellanfiguren u. a. im Stil des Japonismus und Gebrauchsgegenständen aus Porzellan für die Schwarzburger Werkstätten bzw. einzelnen Entwürfen für Ernst Bohne Söhne oder die Gebrüder Heubach in Lichte, schuf sie als Malerin ein umfangreiches Werk an Bildern sowie als Kunstgewerblerin Keramiken, Schmuck, Glasarbeiten und Arbeiten aus Holz. Sie war bis ins hohe Alter künstlerisch aktiv.

## Ausstellungen

### Ausstellungsbeteiligungen (Auswahl)

#### Porzellane, Keramiken
- 1908 Ausstellung Angewandter Kunst im Wertheimhaus in Berlin unter Leitung von Curt Stoeving[7]
- 1911 Ausstellung Modernes Kunstgewerbe im Kaufhaus der Leonhard Tietz A.G. in Düsseldorf[8]
- 1912 Die Frau in Haus und Beruf ausgerichtet vom Lyzeum-Club in den Ausstellungshallen im Zoologischen Garten in Berlin, gemeinsam mit ihrer Schwester Gertrud[9]
- 1913 47. Kunstausstellung des Kunstvereins Königsberg[10]
- 1913 Verkaufsausstellung der Dresdner Kunstakademie, Brühlsche Terrasse in Dresden
- 1914 Ausstellung des Sächsischen Kunstvereins, Brühlsche Terrasse in Dresden
- 1914 Sommerausstellung im Kasseler Kunsthaus[11]
- 1915/16 Weihnachtsausstellung in der Kunsthütte Chemnitz
- 1916 Großherzogliches Museum für Kunst und Kunstgewerbe in Weimar[12]
- 1917 Die Weihnachtsausstellung der Berliner Künstlerinnen[13]
- 1922 Deutsche Gewerbeschau München[14]
- 1923 Kunstgewerbehaus Heimatkunst in Breslau[15]
- 1926 Weihnachtsausstellung der Kunstgruppe des Deutschen Lyzeum-Club[16]
- 1927 Weihnachtsausstellung des Deutschen Lyzeum-Club[17]

#### Kunstgewerbe
- 1935 Grassimesse auf der Leipziger Frühjahrs- sowie Herbstmesse unter dem Dach des Kunstgewerbevereins zu Leipzig e.V.

#### Bilder
- 1948 Rudolstadt, Staatliches Schlossmuseum, Ausstellung der bildenden Künstler des Kreises Rudolstadt Malerei und Plastik
- 1955 Jahresschau Rudolstädter Künstler in Rudolstadt
- 1957 Ausstellung des Verbandes bildender Künstler, Arbeitsgebiet Rudolstadt
- 1958 Ausstellung des Verbandes bildender Künstler, Arbeitsgebiet Rudolstadt

### Gedächtnisausstellungen
- 1962 Gedächtnisausstellung im Residenzschloss Heidecksburg in Rudolstadt
- 19. Juli 2025 – 11. Januar 2026 Martha & Gertrud Schlameus – Inspiration in Porzellan im Residenzschloss Heidecksburg in Rudolstadt[18]